# Hilara wheeleri
Hilara wheeleri är en tvåvingeart som beskrevs av Axel Leonard Melander 1901. Hilara wheeleri ingår i släktet Hilara och familjen dansflugor.
Artens utbredningsområde är Kalifornien. Inga underarter finns listade i Catalogue of Life.